# مجزرة بيت لاهيا (29 أكتوبر 2024)
مجزرة بيت لاهيا هي مجزرة ارتكبتها طائرات الاحتلال الإسرائيلي صباح يوم الثلاثاء بتاريخ 29 أكتوبر 2024، حيث نفذت غارة جوية على مبنى سكني مكون من خمسة طوابق لعائلة أبو نصر في مشروع بيت لاهيا شمال قطاع غزة، ويقيم في هذا المبنى حوالي 200 نازح أغلبهم من الأطفال والنساء، وأسفرت الغارة عن استشهاد ما لا يقل عن ثلاثة وتسعين فلسطينياً، بما في ذلك 25 طفلاً، واختفاء 40 آخرين تحت الأنقاض والركام.